# Ranaghat
Ranaghat (bengali রাণাঘাট) är en stad i distriktet Nadia i den indiska delstaten Västbengalen. Den ligger 74 kilometer norr om Calcutta. Folkmängden uppgick till 75 365 invånare vid folkräkningen 2011, med förorter 234 499 invånare.